# Grand Prix motorcross van Limburg
De Grand Prix Motorcross van Limburg (MXGP Limburg) is een Belgische motorcrosswedstrijd die gereden wordt op het circuit Heeserbergen van het Stedelijk Motorcrosscentrum te Lommel. De wedstrijd maakt deel uit van het wereldkampioenschap.

## Historiek
De eerste editie van deze Grand Prix vond plaats in 2008, hieraan voorafgaand vond de Grand Prix van België van 1947 tot en met 2007 plaats op het circuit van de Citadel van Namen. (zie: Grand Prix Motorcross van Namen) 
Drijvende krachten in de begindagen achter de organisatie in Lommel waren onder meer Eric Geboers en Johan Boonen. De Grote Prijs vond jaarlijks plaats, uitgezonderd in 2012 en 2013 toen deze in Bastenaken werd georganiseerd. 
De editie 2020 stond aanvankelijk ingepland in augustus, maar werd omwille van de Covid-19-pandemie uitgesteld tot oktober 2020. Doordat er verschillende Grote Prijzen in andere landen werden afgelast, werd er een zogenaamde triple-header georganiseerd. Deze 13e, 14e en 15e manches van het WK 2020 vonden plaats onder de namen MXGP van Vlaanderen, MXGP van Limburg en MXGP van Lommel.

## Erelijst

### MXGP
| Datum           | Manche / WK          | Goud              | Zilver            | Brons             |
| --------------- | -------------------- | ----------------- | ----------------- | ----------------- |
| 3 augustus 2008 | 11e manche / WK 2008 | Jonathan Barragán | Ken De Dycker     | Maximilian Nagl   |
| 2 augustus 2009 | 12e manche / WK 2009 | Ken De Dycker     | Maximilian Nagl   | Antonio Cairoli   |
| 1 augustus 2010 | 11e manche / WK 2010 | Antonio Cairoli   | Maximilian Nagl   | Clément Desalle   |
| 31 juli 2011    | 11e manche / WK 2011 | Antonio Cairoli   | Clément Desalle   | Maximilian Nagl   |
| 3 augustus 2014 | 15e manche / WK 2014 | Antonio Cairoli   | Ken De Dycker     | Shaun Simpson     |
| 2 augustus 2015 | 14e manche / WK 2015 | Shaun Simpson     | Gautier Paulin    | Romain Febvre     |
| 31 juli 2016    | 14e manche / WK 2016 | Kevin Strijbos    | Maximilian Nagl   | Antonio Cairoli   |
| 6 augustus 2017 | 14e manche / WK 2017 | Jeffrey Herlings  | Antonio Cairoli   | Glenn Coldenhoff  |
| 5 augustus 2018 | 15e manche / WK 2018 | Jeffrey Herlings  | Antonio Cairoli   | Max Anstie        |
| 4 augustus 2019 | 14e manche / WK 2019 | Tim Gajser        | Romain Febvre     | Glenn Coldenhoff  |
| 18 oktober 2020 | 13e manche / WK 2020 | Tim Gajser        | Gautier Paulin    | Jorge Prado       |
| 21 oktober 2020 | 14e manche / WK 2020 | Jorge Prado       | Tim Gajser        | Antonio Cairoli   |
| 25 oktober 2020 | 15e manche / WK 2020 | Tim Gajser        | Romain Febvre     | Jeremy Seewer     |
| 1 augustus 2021 | 6e manche / WK 2021  | Romain Febvre     | Jeffrey Herlings  | Jorge Prado       |
| 24 juli 2022    | 14e manche / WK 2022 | Brian Bogers      | Calvin Vlaanderen | Glenn Coldenhoff  |
| 23 juli 2023    | 13e manche / WK 2023 | Romain Febvre     | Jorge Prado       | Glenn Coldenhoff  |
| 28 juli 2024    | 14e manche / WK 2024 | Jeffrey Herlings  | Jorge Prado       | Romain Febvre     |
| 3 augustus 2025 | 15e manche / WK 2025 | Lucas Coenen      | Romain Febvre     | Calvin Vlaanderen |

### MX2
| Jaar            | Manche / WK          | Goud             | Zilver               | Brons               |
| --------------- | -------------------- | ---------------- | -------------------- | ------------------- |
| 3 augustus 2008 | 11e manche / WK 2008 | Gert Krestinov   | Rui Gonçalves        | Tommy Searle        |
| 2 augustus 2009 | 12e manche / WK 2009 | Marvin Musquin   | Joël Roelants        | Dennis Verbruggen   |
| 1 augustus 2010 | 11e manche / WK 2010 | Ken Roczen       | Jeffrey Herlings     | Marvin Musquin      |
| 31 juli 2011    | 11e manche / WK 2011 | Jeffrey Herlings | Ken Roczen           | Jeremy Van Horebeek |
| 3 augustus 2014 | 15e manche / WK 2014 | Max Anstie       | Jordi Tixier         | Dylan Ferrandis     |
| 2 augustus 2015 | 14e manche / WK 2015 | Max Anstie       | Pauls Jonass         | Petar Petrov        |
| 31 juli 2016    | 14e manche / WK 2016 | Max Anstie       | Jeremy Seewer        | Petar Petrov        |
| 6 augustus 2017 | 14e manche / WK 2017 | Jorge Prado      | Pauls Jonass         | Julien Lieber       |
| 5 augustus 2018 | 15e manche / WK 2018 | Jorge Prado      | Thomas Covington     | Thomas Kjær Olsen   |
| 4 augustus 2019 | 14e manche / WK 2019 | Jorge Prado      | Calvin Vlaanderen    | Ben Watson          |
| 18 oktober 2020 | 13e manche / WK 2020 | Tom Vialle       | Jago Geerts          | Ben Watson          |
| 21 oktober 2020 | 14e manche / WK 2020 | Tom Vialle       | Ben Watson           | Jago Geerts         |
| 25 oktober 2020 | 15e manche / WK 2020 | Ben Watson       | Roan van de Moosdijk | Maxime Renaux       |
| 1 augustus 2021 | 6e manche / WK 2021  | Jago Geerts      | Kay de Wolf          | Maxime Renaux       |
| 24 juli 2022    | 14e manche / WK 2022 | Jago Geerts      | Kay de Wolf          | Tom Vialle          |
| 23 juli 2023    | 13e manche / WK 2023 | Jago Geerts      | Lucas Coenen         | Simon Längenfelder  |
| 28 juli 2024    | 14e manche / WK 2024 | Kay de Wolf      | Rick Elzinga         | Simon Längenfelder  |
| 3 augustus 2025 | 15e manche / WK 2025 | Kay de Wolf      | Camden McLellan      | Sacha Coenen        |